# Сграда на Института за македонски език
Сградата на Института за македонски език (на македонска литературна норма: Зграда на Институтот за македонски јазик) е административна сграда в град Скопие, Република Македония. Обявена е за паметник на културата.

## Описание
Сградата е изградена в 1968 година за Института от архитект Александър Серафимов. Разположена е на улица „Григор Пърличев“ № 5. Състои се от сутерен, приземие и три етажа и има площ от 2500 m2. В мазето има скривалище и технически помещения, на приземния етаж – голямо антре, работни помещения, читалня, библиотека и Стая-музей на Кръсте Мисирков, на първия етаж – амфитеатрална зала и работни помещения, а на втория и третия етаж има само работни помещения.